# 魯斯特 (電影)
《魯斯特》（英語：Rust）是一部2024年美國西部片，由喬爾·蘇扎自編自導並與亞歷·鮑德溫合作構思故事，鮑德溫、喬許·霍普金斯、派翠克·史考特·麥達莫（Patrick Scott McDermott）、法蘭西絲·費雪和崔維斯·費米爾主演。劇情講述一個13歲的男孩在1880年代堪薩斯州的父母去世後被迫照顧自己和弟弟，因意外殺害當地牧場主而被判絞刑後，他與長期疏遠的祖父踏上逃亡。
2021年10月，鮑德溫在拍片時意外打傷蘇扎並槍殺攝影指導哈里娜·哈欽斯，電影拍攝暫停。2023年春季恢復拍攝，2023年5月22日宣告殺青。本片2025年5月2日在美國上映。

## 演員
- 亞歷·鮑德溫飾演哈蘭·魯斯特（Harland Rust）
- 喬許·霍普金斯飾演伍德·希姆（Wood Helm）
- 派翠克·史考特·麥達莫（Patrick Scott McDermott）飾演盧卡斯·霍利斯特（Lucas Hollister）
- 法蘭西絲·費雪飾演盧卡斯的姑姑
- 崔維斯·費米爾飾演芬頓·「傳教士」·朗（Fenton "Preacher" Lang）
- 戴文·沃克海瑟飾演布恩·拉方丹（Boone LaFontaine）[5]

布雷迪·諾恩最初被選為盧卡斯的扮演者，但由於製作被推遲了一年多，他因其他承諾而無法出演，改由麥達莫取代。詹森·艾克尔斯也最初被選角，但同樣因製作拖延而由喬許·霍普金斯取代。

## 製作
2020年5月29日，據報導，亞歷·鮑德溫將出演並製作西部片《魯斯特》，該片改編自他與編導喬爾·蘇扎共同創作的故事。鮑德溫告訴《好萊塢報導》，在錯過出演《邪惡的皇冠》（2019年）後，很高興能與蘇扎合作。他將劇本比作1992年電影《殺無赦》，且靈感來自一則真實的故事。當被問及他的槍法和騎馬技巧時，該演員表示：「身為老派演員的我，早隨時準備就緒。所以如果您閱讀我的簡歷——騎摩托車、講法語、雜耍、騎馬、槍戰，隨時拿得出來。」2021年9月，崔維斯·費米爾、布雷迪·諾恩和法蘭西絲·費雪加入演出陣容。詹森·艾克尔斯在2021年10月參演。電影2021年10月在新墨西哥州展開主要拍攝。

### 拍攝事故
據《洛杉磯時報》的一份報告指出，國際戲劇舞台從業人員聯盟的幾名工作人員一直在倡導在拍攝期間提供更安全的工作條件。一名人員表示：「一切都能說嘴，無視我們的交易中提出要求，在三週未付款的情況下仍佔有旅館，更缺乏COVID防護措施，重點是槍枝防護很差！整個片場的安全都很糟！」投訴還提到，一把道具槍在2021年10月16日走火兩次。10月21日，意外事故發生前六小時，劇組的七名成員決定離開片場並被四名非工會成員取代。
2021年10月21日，劇組在當地富礦溪牧場拍片時，助理導演戴夫·霍爾斯（Dave Halls）從武器專家漢娜·古鐵雷斯（Hannah Gutierrez）放在手推車上的三把道具槍中挑選了一把，然後將其交給了鮑德溫，並說了「冷槍」，以告知在場人員槍內無彈。此時已是預定21天拍攝期的第12天，演員們正在教堂內排練一場槍戰。約北美山区时区下午一點五十分，鮑德溫開了一把道具槍，重創了攝影指導哈里娜·哈欽斯的腹部和導演蘇扎的鎖骨。哈欽斯被直升機空運至阿布奎基新墨西哥洲大學醫院，但最終宣告不治。蘇扎則被救護車送往基督聖文森特地區醫療中心，隔天早上接受治療並出院。拍攝工作已停止。聖達菲縣警察局將展開調查並將任何適當的指控提交給檢察官。製片方魯斯特電影製片有限責任公司（Rust Movie Productions, LLC）接受內部調查。新墨西哥州職業健康與安全局也在參與調查。
來自本地44的一封電子郵件聲稱「真槍單發實彈」是事件的原因。地方當局和執法部門回應，尚未確定道具槍是發射空白還是實彈，補充：「我們甚至還沒開始對此問題來取證。」10月22日，聖達菲縣治安官發出搜查令。追查州法院這一事件是否被攝影機拍到，並稱霍爾斯「不知道道具槍中裝有可擊發的實彈」。
2021年11月，槍擊事件發生幾週後，燈光操作員兼軌道裝配員傑森·米勒（Jason Miller）在收拾佈景時被一隻棕色棕色遁蛛咬傷了手臂。被咬後，傷口出現壞死、敗血症。他住院並接受了多次手術以對抗咬傷引起的感染，以避免截肢，米勒有可能因感染而失去手臂的知覺。

### 製作恢復
2022年10月，哈欽斯家族的訴訟已解決，本片拍攝預定2023年1月在加利福尼亞州恢復，由哈里娜的丈夫馬修·哈欽斯（Matthew Hutchins）擔任執行製片人。劇組人員對此消息反應不一，有些人支持並計劃恢復拍攝工作，但也有人譴責這一決定並不再回歸。1月18日，新墨西哥州第一司法地區檢察官瑪麗·卡馬克-阿爾特維斯（Mary Carmack-Altwies）決定以過失殺人罪指控鮑德溫，拍攝再次推遲。2023年2月，有報告指出影片將於2023年春季恢復拍攝，由蘇扎繼續執導，比安卡·克萊恩（Bianca Cline）擔任攝影指導。葛蘭·希爾被任命為監製。新的拍攝地點為蒙大拿州利文斯頓的黃石電影牧場（Yellowstone Film Ranch）。製片方表示禁止使用工作武器或彈藥。2023年4月24日，鮑德溫回到片場完成個人戲份的拍攝。電影於2023年5月22日宣告殺青。

## 備註
1. ↑  一份2021年9月的文件列出電影的總預算為7,279,305美元[3]。

## 外部連結
- 互联网电影数据库（IMDb）上《魯斯特》的资料（英文）
- 豆瓣电影上《魯斯特》的資料 （简体中文）